# Ceromya invalida
Ceromya invalida là một loài ruồi trong họ Tachinidae.